# Coruche, Fajarda e Erra
Coruche, Fajarda e Erra (llamada oficialmente União das Freguesias de Coruche, Fajarda e Erra) es una freguesia portuguesa del municipio de Coruche, distrito de Santarém.

## Historia
Fue creada el 28 de enero de 2013 en aplicación de una resolución de la Asamblea de la República de Portugal promulgada el 16 de enero de 2013 con la unión de las freguesias de Coruche, Erra y Fajarda, pasando su sede a estar situada en la antigua freguesia de Coruche.

## Demografía
| Gráfica de evolución demográfica de Coruche, Fajarda e Erra entre 2011 y 2021 |
|                                                                               |
| Datos según el nomenclátor publicado por el INE portugués.                    |